# Британский институт археологии в Анкаре

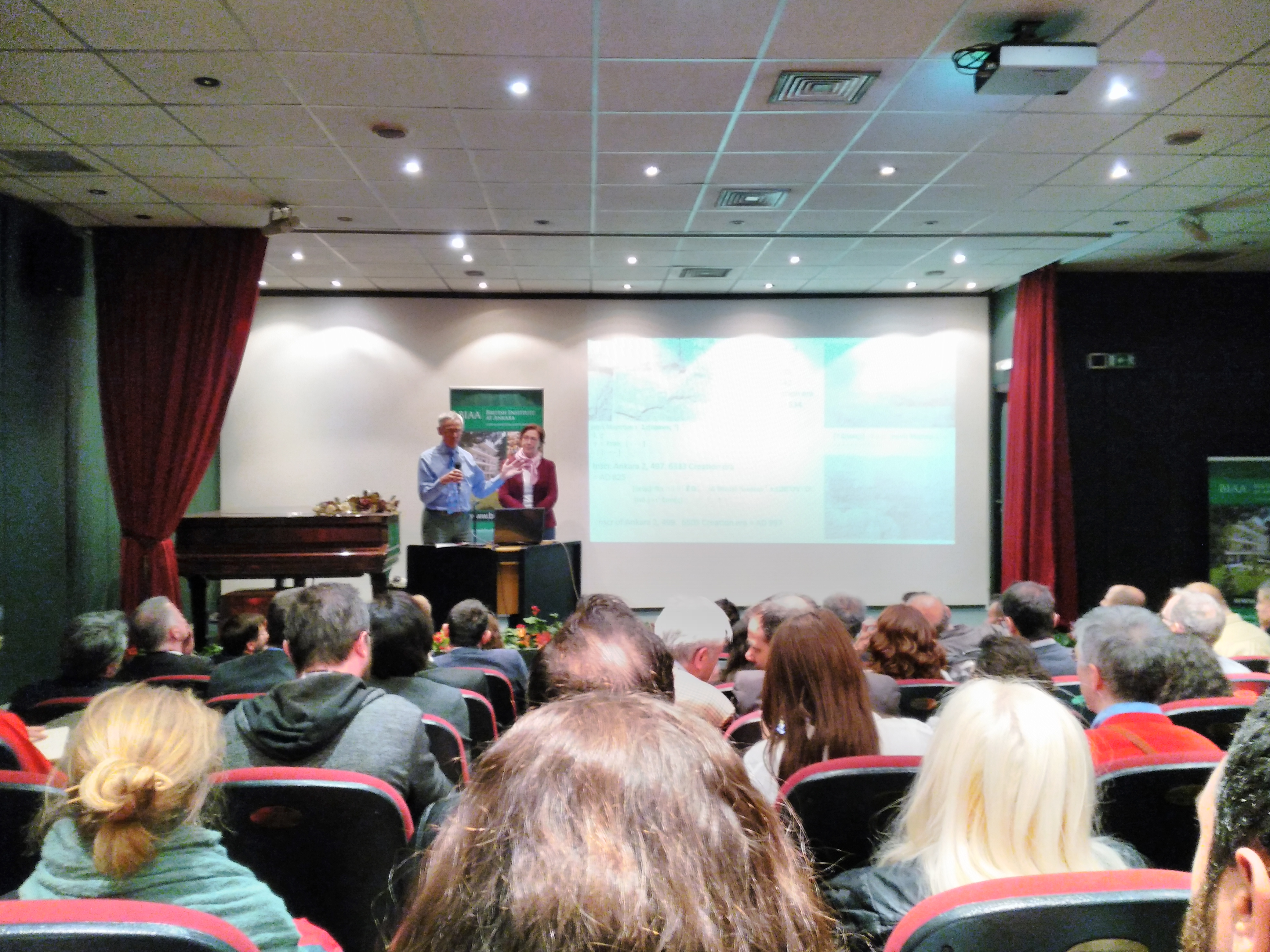

Британский институт в Анкаре (англ. The British Institute at Ankara (BIAA); до 2004 г. -
Британский институт археологии в Анкаре (British Institute of Archaeology at Ankara, тур. Ankara İngiliz Arkeoloji Enstitüsü) — международная научная организация, которая способствует проведению археологических исследований в Турции и на побережье Чёрного моря. Институт был основан в 1947 году по инициативе известного английского археолога Джона Гарстанга, официально открыт в январе 1948 года. Первым директором института стал другой английский археолог Сетон Ллойд, который возглавлял институт до 1961 года. 
В 1956 году между Турцией и Великобританией было заключено специальное соглашение, которое регулирует его работу. Институт имеет представительства и в Лондоне, и в Анкаре, где в помещениях института работает профильная библиотека и хранятся коллекции археологических находок, включающие образцы керамики, зоологические и антропологические образцы. Институт издаёт два авторитетных научных журнала англ. Anatolian Archaeology и англ. Anatolian Studies и рецензируемую серию монографий.

## Директора института
1. 1948—1961: Сетон Ллойд
2. 1961—1968: англ. Michael Gough
3. 1968—1993: англ. David French
4. 1993—1995: англ. David Shanland
5. 1995—2001: англ. Roger Matthews
6. 2001—2006: англ. Hugh Elton
7. 2006-: англ. Lutgarde Vandeput